# تپه وارگه
تپه وارگه مربوط به عصر آهن است و در شهرستان گیلانغرب، بخش گواور، دهستان گواور، ۵۰ متری غرب روستای وارگه واقع شده و این اثر در تاریخ ۲۷ اسفند ۱۳۸۶ با شمارهٔ ثبت ۲۲۳۴۹ به‌عنوان یکی از آثار ملی ایران به ثبت رسیده است.